# 리키 해리스
리키 해리스(Ricky Harris, 1962년 1월 1일 ~ 2016년 12월 26일)는 미국의 배우, 영화 제작자이다.
롱비치에서 태어났으며 로스앤젤레스에서 사망하였다.

## 출연 작품
- 체크 포인트 (2017년)
- 디스 크리스마스 (2007, This Christmas)
- 보슨 업 (2005년)
- 우먼 다우 아트 루지드 (2004년)
- 본즈 (2001년)
- 빅 샷 (1999년)
- 사이먼 세즈 (1999년)
- 하드 레인 (1998년)
- 파더스 데이 (1997년)
- 히트 (1995년) - 앨버트 토레나 역

### 텔레비전
- 에브리바디 헤이츠 크리스 (2005년)